# Sous-solage

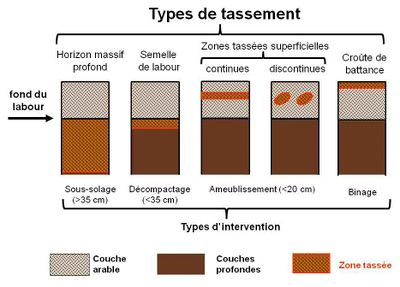
Types de compaction du sol.

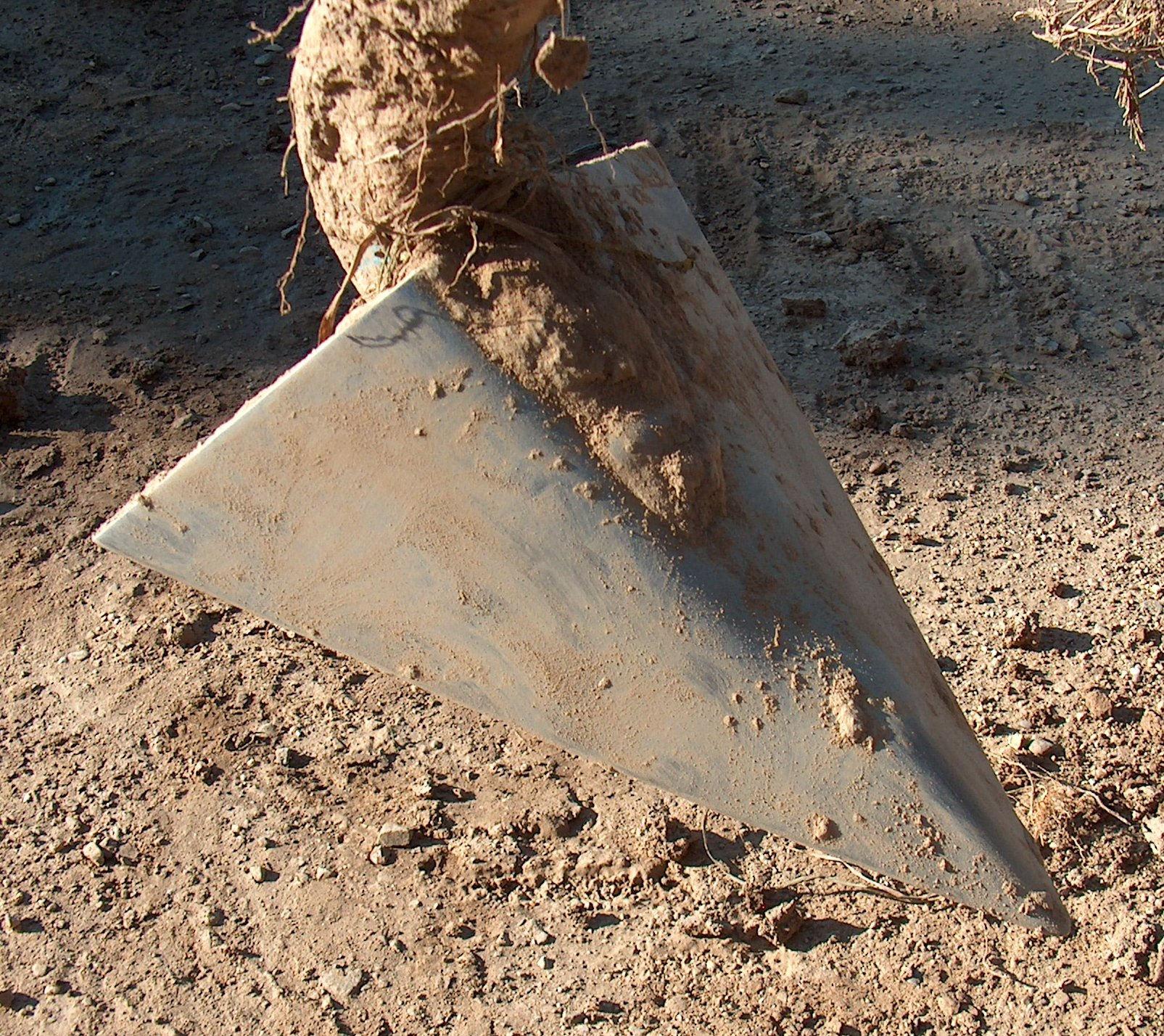
Soc de sous-soleuse dit « dent Jallu »

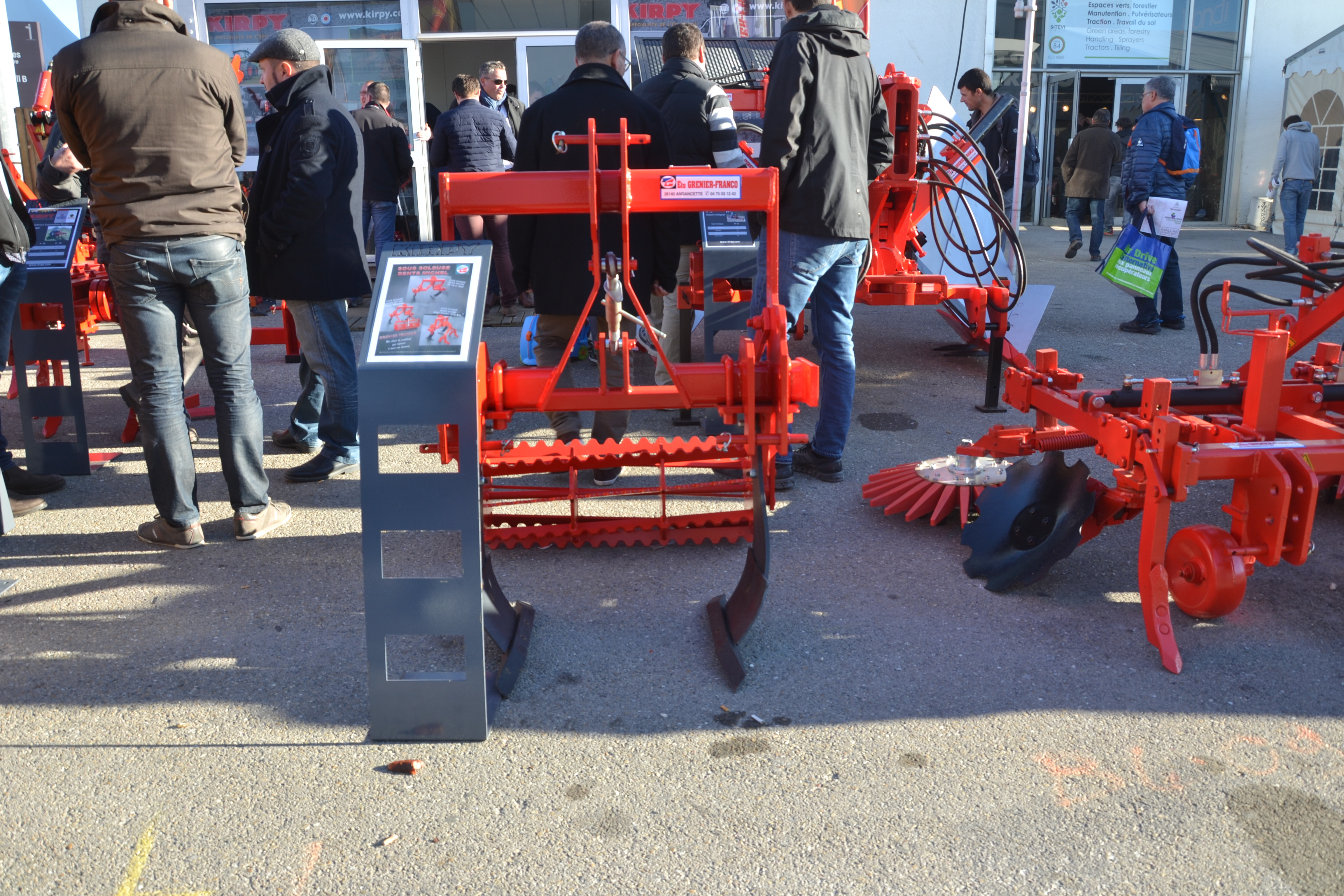
Sous-soleuse double destinée aux plantations de vigne. Dents recourbées et socs droits.

Le sous-solage est une technique agricole de travail du sol en profondeur, permettant de lui redonner de la perméabilité en améliorant le drainage naturel et la circulation capillaire horizontale de l'eau sur les sols labourés ou compactés. 
Le sous-solage est  différent du décompactage ordinaire : Une sous-soleuse travaille à environ 50cm de profondeur et présente un dégagement sous bâti d'environ 90cm. Ces chiffres sont respectivement d'environ 35 et 70 cm pour un décompacteur,. 

## Décompactage profond en agriculture
Il permet de lutter contre les semelles de labour (lissage et compactage du fond du labour, exacerbé par un travail en condition trop humide ou par une charrue usée) et la compaction profonde des sols (autour de 50 cm de profondeur). 
Le sous-solage est aussi mis en œuvre pour compléter un défrichement (extirpation des racines) avant remise en culture ou plantation. 

## Sylviculture et horticulture
Le sous-solage est utilisé par les sylviculteurs qui veulent replanter des arbres sur des parcelles ayant été longtemps labourées. Cette opération permet aux racines de passer la barrière de la semelle de labour.
C'est également une étape importante dans la plantation de vergers, de la vigne et des haies.

## Outil et utilisation
Le sous-solage se pratique avec un instrument aratoire nommé sous-soleuse. Celle-ci est constituée de 1 à plusieurs (3 à 5) dents étroites visant à éclater le sol sur une profondeur d'au moins 50 cm. 
La ou les dents peuvent être munies d'un soc spécial type décompacteur dit « dent Jallu » ayant deux fonctions essentielles : fendre la terre sans la retourner, casser la semelle de labour avec une pointe triangulaire perpendiculaire à la lame qui fend le sol et dont la partie arrière élargie en forme d'aileron peut ameublir le haut de la semelle de labour et le bas de la couche antérieurement labourée. Sinon les dents sont munies d'un soc droit et effilé moins fragile et assurant une meilleure pénétration.

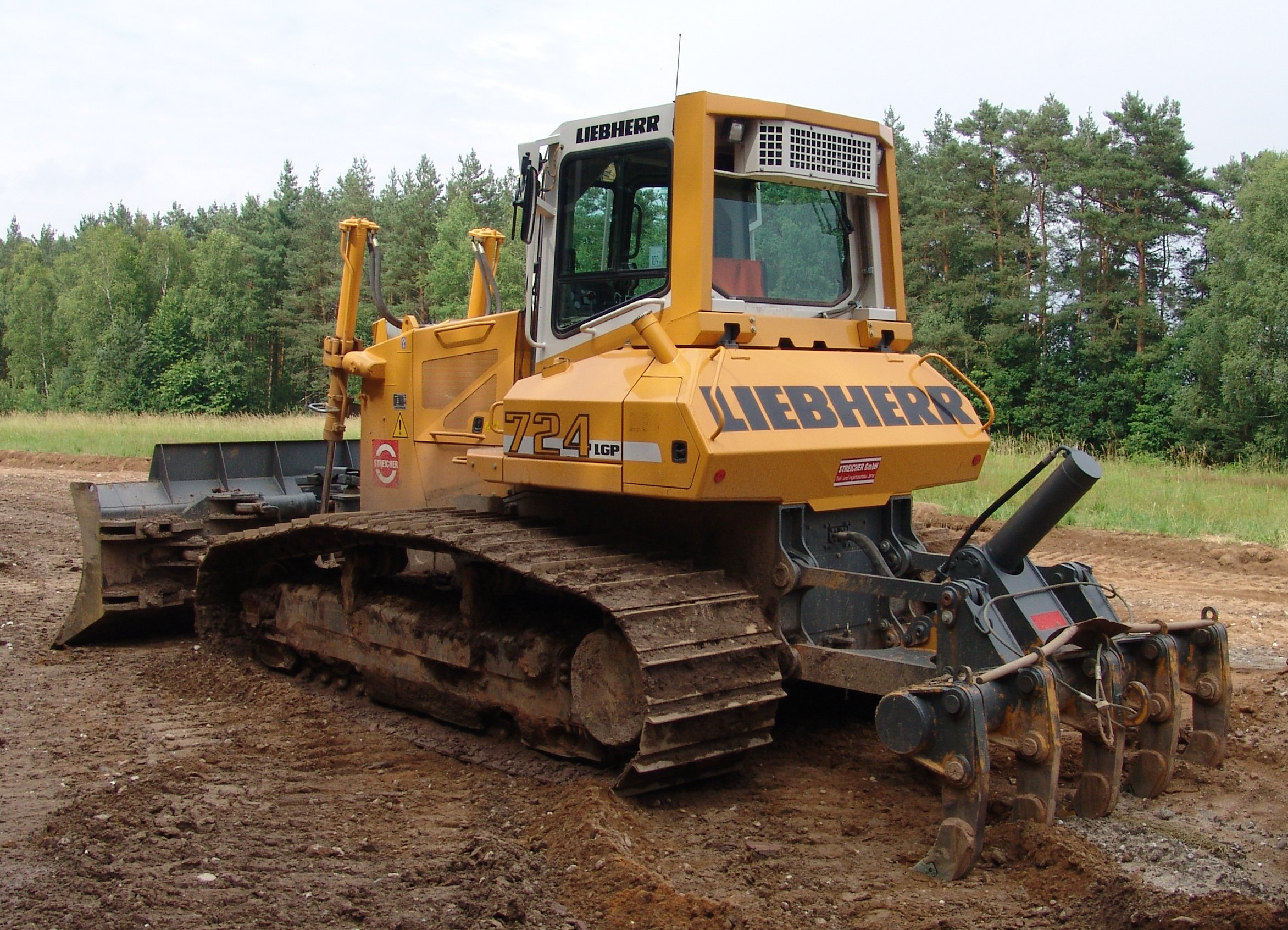
Bulldozer avec ripper à cinq dents.

C'est un outil qui doit être employé en condition de sol à faible plasticité (sol très sec) dans une recherche de fragmentation optimale. La mise en œuvre du sous-solage demande beaucoup de puissance de traction. On considère un minimum de 30 ch par dent, le résultat du travail étant généralement meilleur à vitesse élevée. En forêt, les sous-solages sont généralement effectués par des bulldozers (au moins 150 ch) équipés d'une à cinq dents. Les arbres sont alors plantés sur un des côtés de la ligne de sous-solage et non en plein milieu où le gel-dégel les déchausse et où l'eau s'accumule trop.